# Chrysophana
Chrysophana är ett släkte av skalbaggar. Chrysophana ingår i familjen praktbaggar.
Kladogram enligt Catalogue of Life:
| Chrysophana | \| \| Chrysophana conicola \| \| \| \| \| \| Chrysophana placida \| \| \| \| |
|             | \| \| Chrysophana conicola \| \| \| \| \| \| Chrysophana placida \| \| \| \| |
|             | Chrysophana conicola                                                         |
|             |                                                                              |
|             | Chrysophana placida                                                          |
|             |                                                                              |